# Hydriomena lucifuga
Hydriomena lucifuga là một loài bướm đêm trong họ Geometridae.